# Kolosovycheilanden
De Kolosovycheilanden (Russisch: остров Колосовых; ostrov Kolosovych) zijn een eilandengroep in de Karazee, nabij de westelijke scherenkust van het Noord-Siberische schiereiland Tajmyr. Het grootste eiland is Kolosovych. De eilanden behoren bestuurlijk gezien tot de Russische kraj Krasnojarsk en vormen onderdeel van de zapovednik Bolsjoj Arktitsjeski, het grootste natuurreservaat van Rusland.
De kustarchipel bevindt zich voor de Chariton Laptevkust ten zuidwesten van het schiereiland Michajlov en ten westen en noorden van het schiereiland Minina, tussen 74° 45' en 75° NB en tussen 85° en 87° 30' OL. Geologisch gezien vormen de eilanden onderdeel van de Mininascheren, waartoe ook de zuidelijker gelegen Plavnikovye-eilanden behoren. De zee rond de eilanden is bedekt met ijs verbonden aan het vasteland in de winter en het klimaat is er erg streng met lange koude winters. In de zomer blijft het pakijs normaal gesproken meestal aanwezig.

## Eilanden
De eilanden kunnen in een westelijke en oostelijke groep worden opgesplitst, waarbij het schiereiland Minina als grens fungeert.

### Oostelijke eilanden
De oostelijke eilanden bestaan uit twee grote eilanden en twaalf kleinere eilandjes. Ze worden in het zuidwesten en zuidoosten omgrensd door de Straat Leningrad (proliv Leningradtsev) en in het noordoosten door de Michajlovbocht (boechta Michajlova). Ten oosten (ten oosten van de Straat Leningrader) bevindt zich tevens het kleine schiereiland Vorontsov.
Kolosovych is het grootste en oostelijkst gelegen eiland. Het is een H-vormig eiland met een maximale hoogte van 102 meter (gora Kolosovych aan de oostzijde) en bevat een meer (Zjoeljetty Zjanmeer) in het centrale deel (bij Kaap Bysji). Ten zuiden bevindt zich het eiland Nerpitsji, dat wordt gescheiden van Kolosovych door de Straat Inej (proliv Inej) en dat een maximale hoogte heeft van 43 meter (gora Nerpitsja). Ten westen van Nerrpitsjni liggen de Vchodnye-eilanden, een groep van 4 kleine eilandjes bestaande uit Jemeljanov (grootste eiland), Prigloebny en nog twee naamloze eilandjes. Tussen de zuidoostelijke uitlopers van de 'H' van Kolosovich bevindt zich de Drie-eilandenbaai (boechta Trech Ostrovov), waarin zich de drie eilanden Bolsjoj ("groot"; verreweg het grootste eiland), Zapadny ("westelijk") en Vostotsjny ("oostelijk") bevinden. Ten noordwesten van de noordoostelijke kaap van Kolosovych (Kaap Korovy Nos) bevinden zich de rotsen (skalisty) Neozjidannaja en Opoznak. Tussen de noordwestelijke uitlopers van de 'H' van Kolosovych bevindt zich de Berenbocht (Boechta Medvezja), waar zich van zuid naar noord de eilandjes Koetsjina, Tsyganjoek en Popov-Tsjoektsjin bevinden. Ten noordwesten van Kolosovych bevinden zich verder nog de Kilvaternyeilanden, die bestaan uit twee kleine naamloze eilandjes.

### Westelijke eilanden
De westelijke eilanden bestaan uit twee wat grotere eilanden en acht kleinere eilandjes en liggen allemaal ten westen van het schiereiland Minina.
Oleni is het grootste eiland en bevindt zich in het zuiden. Het wordt gescheiden van de kust van het vasteland door de Straat Chmyznikov (proliv Chmyznikova) en het hoogste punt bedraagt 64 meter. Ten zuidoosten ervan, vlak voor de kust ligt het eilandje Skalisty en ten noordwesten het eilandje Ploski en ten noorden van de westkaap (Kaap Povorotny) nog twee kleinere naamloze eilandjes. Ten noordoosten van Oleni bevindt zich het kleinere eiland Tsirkoel, dat van Oleni gescheiden wordt door de Straat Sjkolnikov (proliv Sjkolnikova). Ten noorden van Tsirkoel ligt het eilandje Torosovy en ten westen ervan de eilanden Dlinny en Mysovoj, die van Tsirkoel worden gescheiden door de Straat Obi Potsjtalion. Het noordwestelijkste eiland ten slotte is het langgerekte eilandje Diabazovy.

## Geschiedenis
In 1937 werd door het Arctisch Instituut van de Sovjet-Unie een poolexpeditie georganiseerd om de Noordelijke Zeeroute in de Karazee voor te bereiden. Tijdens deze expeditie werden op het eiland Popov-Tsjoejtsjin ten westen van het eiland Kolosovych overblijfselen gevonden van de verloren gegane expeditie (1912-1913) van Vladimir Roesanov op het schip de Gerkoeles (Hercules). De naam van het eiland verwijst naar de achternaam van een van de matrozen op deze expeditie.